# Махим (бухта)
Махим — бухта Аравийского моря у побережья Западной Индии, на границе Мумбаи-Сити и пригородного округа Мумбаи. На юге-западе ограничена мысом Уэрли, на северо-западе — мысом Бандра, северо-восточная часть соединяется с приливным каналом стока одноимённой реки.
Южной оконечностью является Ворли, северной — Бандра и Махим в центре. Залив получил название в начале XX века, когда острова Махим и Салсетт были соединены. Река Митхи через залив Махим-крик несёт свои воды в залив Махим, образуя собой границу между городом и пригородами.
В колониальный период португальцы построили на северном берегу залива наблюдательную башню Кастелла де Агуада. Позднее британцы возвели Форт Ворли на южном берегу и форт Махим возле одноимённого залива для защиты семи островов Бомбея от нападений португальцев и маратхов.
В районе залива проживает небольшая популяция рыбаков народности коли.
Большой инфраструктурный проект, морской мост Бандра — Ворли, соединил два берега залива вантовым мостом, благодаря чему уменьшилось время поездки между городом и пригородами. Залив сильно загрязнён водами впадающей в него реки Митхи.